# Thüringer Allgemeine

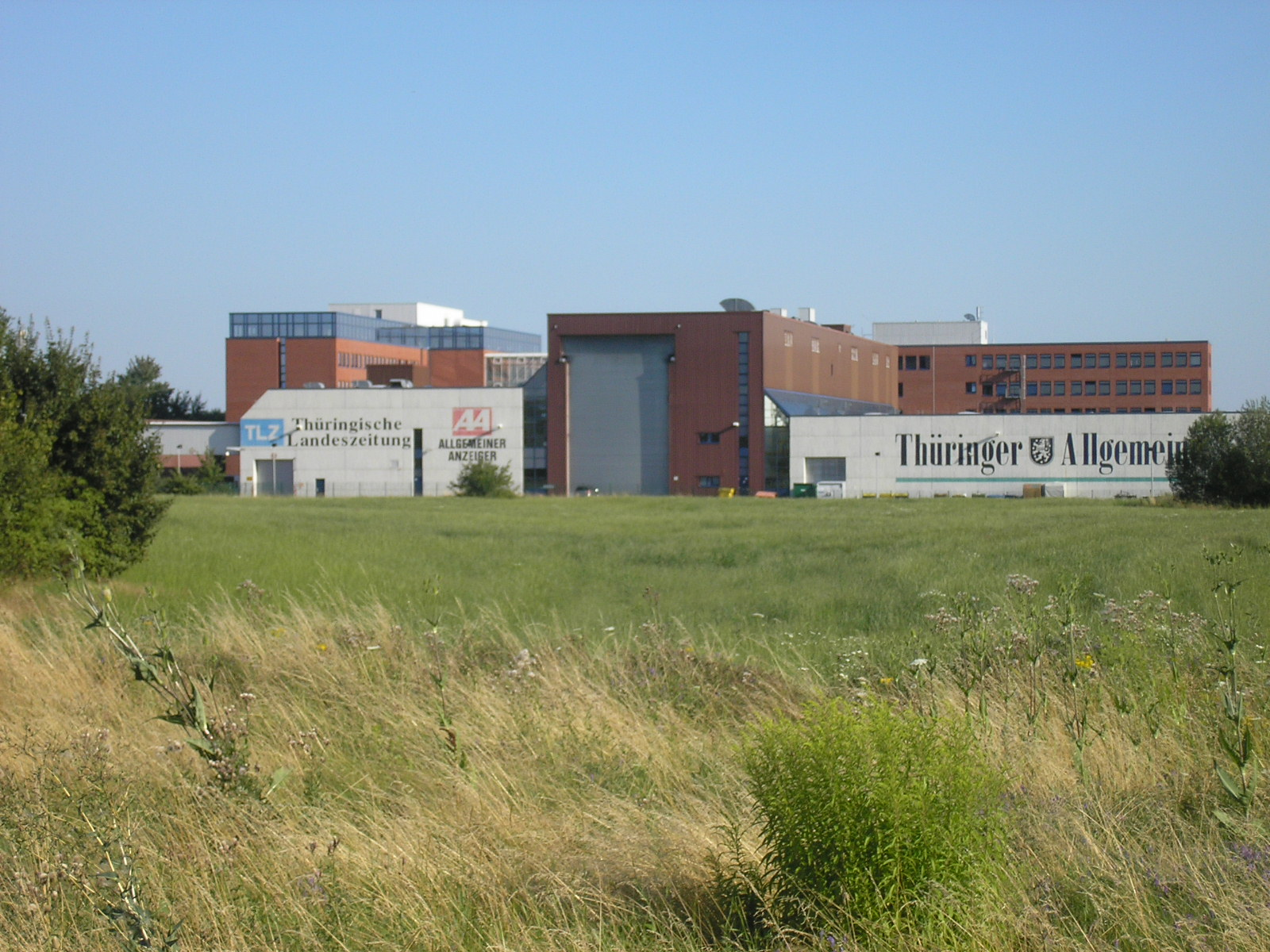
Huvudredaktionen i stadsdelen Bindersleben i Erfurt.

Thüringer Allgemeine är en tysk regional dagstidning i Thüringen. Huvudredaktionen ligger i Erfurt. Tidningen ägs idag till hälften av Funke Mediengruppe och ingår i den regionala Zeitungsgruppe Thüringen, tillsammans med Ostthüringer Zeitung och Thüringische Landeszeitung. Chefredaktör är sedan 2016 Johannes M. Fischer.

## Historia
Tidningen grundades i den sovjetiska ockupationszonen 1946 som Thüringer Volk, sedermera Das Volk, och var under Östtyskland partiorgan för kommunistpartiet SED i det dåvarande Bezirk Erfurt. Inför de första demokratiska valen till Volkskammer i Östtyskland 1990 förklarade tidningens medarbetare tidningen för oberoende från SED:s efterföljarparti PDS, som första östtyska partitidning, och tidningen privatiserades under namnet Thüringer Allgemeine. Chefredaktör i samband med privatiseringen var Sergej Lochthofen, som ledde redaktionen fram till 2009. WAZ-mediekoncernen, nuvarande Funkegruppen, kom senare att gå in som delägare i tidningen för att bidra med investeringskapital till nödvändig modernisering.